# Lauzach
Lauzach (bret. Laozag) – miejscowość i gmina we Francji, w regionie Bretania, w departamencie Morbihan.
Według danych na rok 1990 gminę zamieszkiwały 502 osoby, a gęstość zaludnienia wynosiła 47 osób/km² (wśród 1269 gmin Bretanii Lauzach plasuje się na 829. miejscu pod względem liczby ludności, natomiast pod względem powierzchni na miejscu 816.).